# Tiempo cumplido (serie de televisión)
Tiempo cumplido es una serie de televisión argentina del año 1987 emitida por única vez mediante ATC y la primera del país realizada íntegramente en locaciones. Fue creada, producida y dirigida por Carlos Alberto Aguilar, también guionista junto a Susana Aguilar y Graciela Hubert, con la colaboración en distintos capítulos de los dramaturgos Osvaldo Dragún y Jorge Núñez.
Estuvo protagonizada por Alberto de Mendoza, Chunchuna Villafañe, Juan Manuel Tenuta, Quique Aguilar y contó con un reparto de destacadas figuras e invitados especiales.
El personaje principal es Dante Lombardi (Alberto de Mendoza), ex-figura del fútbol internacional y director técnico del equipo de reserva de un club de fútbol –ficticio– de primera división Argentina.
La serie presenta historias unitarias en relación con el equipo que Lombardi dirige y donde deberá actuar de mediador en diversas situaciones límites de sus jugadores.
El equipo de fútbol estuvo conformado por jóvenes actores que en su mayoría, se destacaron posteriormente en la escena nacional; Fabian Gianola, Federico D'Elía, Alejo García Pinto y Jorge Schubert, entre otros.
Fue rodada en la ciudad de Buenos Aires y es también la primera serie en abordar temáticas del ámbito futbolístico y contar con un protagonista director técnico.

## Argumento
Dante Lombardi, es una figura del fútbol internacional; mujeriego, nostálgico y vehemente, que ya retirado -y en el inicio de la historia- regresa de incógnito a su país (Argentina) para reencontrarse con su pasado. Después de haber residido durante muchos años en Europa, decide dejar atrás una vida de lujos y de éxitos para enfrentarse a una realidad casi olvidada.
Al regresar lo espera su hijo Gastón (Quique Aguilar), a quien paulatinamente fue dejando de ver desde la muerte de su madre. La trágica circunstancia del accidente que sufrieran en Europa, en el cual su mujer perdiera la vida, fue tan difundida como confusa. Desde aquel entonces, Gastón fue criado en Argentina por su tía Paula (Chunchuna Villafañe), hermana de su madre. 
En el reencuentro, Dante no sólo sufre el reproche de Gastón por su abandono, también se ve impactado por Paula, gemela de Virginia quien logra despertar en él, confusos sentimientos por ese parecido. Así se lo hace saber a Gino (Juan Manuel Tenuta), exjugador, amigo y confidente de Dante desde jóvenes.
En contraposición a Dante, Gino ha tenido una vida austera. Hombre de gran bondad y poca formación, siempre ha querido a Dante y ha sabido admirar en su amigo todo aquello que a él, su naturaleza y su destino no le ha podido brindar.
Dante ha sido un hombre ligado al jetset internacional. Ha ganado mucho dinero a lo largo de su carrera y posteriormente a quedar viudo, su fama y su éxito le han permitido vincularse a las más hermosas mujeres, y posteriormente a su retiro como jugador, transformarse en uno de los directores técnicos más cotizados del mercado. 
Gino en cambio, continúa casado con la misma mujer (Aurora Del Mar) y se desempeña como utilero del club donde concluyera su carrera como defensor. Es en ese club, que el presidente (Pablo Napoli) despide al director técnico de la tercera división por su sospechoso desempeño. Esto es tomado como una señal por Gino, quien cree encontrar en esta circunstancia la posibilidad de que Dante pueda readaptarse a su tierra a partir del contacto con la realidad. Dante recibe entonces el ofrecimiento de Gino de dirigir esa división; sin dudas un lujo para el club y una paradójica oportunidad para él.
A partir del momento en que Dante acepta la dirección del equipo –final del primer capítulo–, se vinculará estrechamente con los integrantes del plantel y también con sus conflictos.

## Elenco

### Protagonistas
| Actor/actriz        | Personaje       | Rol              |
| ------------------- | --------------- | ---------------- |
| Alberto de Mendoza  | Dante Lombardi  | Director técnico |
| Chunchuna Villafañe | Paula Arizmendi | Cuñada de Dante  |
| Juan Manuel Tenuta  | Gino Ianello    | Utilero del club |
| Quique Aguilar      | Gastón Lombardi | Hijo de Dante    |

### Recurrentes
- Hector Pellegrini
- Héctor Calori
- Eduardo Polola
- Alfredo Zemma
- Aurora Del Mar
- Elvira Romey
- Pablo Napoli
- Ricardo Mella
- Solange Mathou
- Adriana Salonia
- Rey Charol
- Miguel Ruiz Díaz

### Equipo de fútbol
- Fabián Gianola
- Jorge Moreyra
- Federico D'Elía
- Jorge Schubert
- Alejo García Pinto
- José Glusman
- Gabriel Rovito
- Pablo Novak
- Emilio Bardi
- Gabriel Lenn
- José María Monje
- José Luis Romero
- Ricardo Remine
- Ariel Ali
- Gastón Carballo
- Walter Longo
- Ricardo Raimundi
- Gabriel Meyer

### Participaciones especiales
- Carlos Salvador Bilardo
- Lourdes Berninzon
- Mauricio Dayub
- Héctor Bidonde
- Elsa Berenguer
- Arturo Maly
- Cecilia Cenci
- Pablo Brichta
- Maria Elena Sardi
- Aldo Braga
- Gigí Ruá
- Aldo Barbero
- Mónica Galán
- Héctor Biuchet
- Paula Canals
- Armando Equiza
- Carlos Garric
- Jean Pierre Reguerraz
- Oscar Boccia

## Críticas
[...] Carlos Aguilar, que puso en marcha un andamiaje que en materia de realización luce ampliamente en la pantalla. [...] Hay en Tiempo cumplido un empleo extensivo de los exteriores y de escenas rodadas en interiores de departamentos, el hospital y otras locaciones. La verosimilitud que otorga el aprovechamiento de este recurso es tan importante de frente a la pantalla como valioso para la elaboración de los guiones. Por no ser lo acostumbrado en nuestra televisión adquiere una relevancia muy particular.
Eduardo Di Bitonto, en el diario La Nación.

La realización cuenta con bastantes exteriores, mérito infrecuente en nuestra TV. Si sumamos una historia intensa, apropiadamente dialogada y con un par de actuaciones para destacar, concordaremos en que Tiempo cumplido cumplió, valga la redundancia.
Pablo Scholz en el diario La Razón.

Tiempo cumplido se propone como un intento saludablemente ambicioso, con un cuidado de realización, pródigo en exteriores y cambio de escenarios, infrecuente en el video local, aquí sin las consabidas paredes teblequeantes o las puertas que no cierran. [...] En el mismo horario debe afrontar la competencia durísima de miniseries [...] e importantes largometrajes [...]

Pero entretanto quedan en pie correctos trabajos del elenco y los bellísimos comentarios musicales del fueye de Néstor Marconi, adecuado fondo para una historia bien 
porteña.

[...] Lo más rescatable del episodio de Tiempo cumplido ha de encontrarse en el ritmo casi cinematográfico, que, aún con las limitaciones del medio, le imprime el realizador Carlos Aguilar.

Aníbal M. Vinelli en el diario Clarín.

## Producción
La ausencia de escenografías y decorados, marcó el inicio de una nueva tendencia que sería implementada posteriormente en telenovelas y series, recién con el advenimiento de las tecnologías digitales, en la década de 1990.
Para la realización de la serie, fueron importados 3 micrófonos inalámbricos HME Sennheiser, operados por Oscar Maseroni. La grabación se llevó a cabo con una sola cámara de vídeo Ikegami, operada por Roberto Andreas y la iluminación fue realizada por Gregorio Latorre. Cada capítulo fue rodado a lo largo de 3 jornadas de 8 horas, con una sola unidad de producción y en sistema BCN. La posproducción fue realizada en 3 jornadas nocturnas de 6 horas por capítulo (Edición Gustavo Semprini) y fue masterizada en Cuádruplex para su emisión.

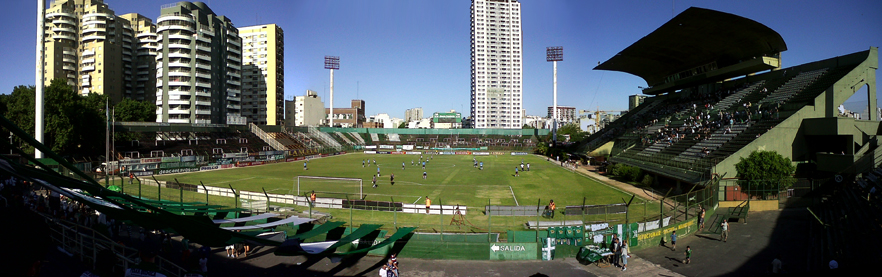
Estadio Arquitecto Ricardo Etcheverri, locación principal al inicio de la serie.

Los exteriores fueron generalmente rodados en calles del barrio porteño de Caballito, en donde también se ubicaban las locaciones principales. Igualmente, contó con escenas en Recoleta, Palermo, Belgrano, La Boca, San Telmo y Chacharita.
Asimismo se registran lugares donde se grabó una ficción por primera o única vez, entre los cuales destacan; Penitenciaria de Olmos, Estadio de Ferro, Estadio de River, Estadio de Boca, Hospital Durand, Palacio de Justicia y una extensa lista de comercios porteños, superando el centenar de locaciones y paisajes exhibidos a lo largo de la serie.

## Música
Fue compuesta y dirigida por el maestro Néstor Marconi y ejecutada por un quinteto conformado por Orlando Trípodi (piano), Ángel Ridolfi (contrabajo), Arturo Schneider (saxo/flauta), Enrique Roizner (batería) y el propio Marconi (bandoneón), quien incorporó los temas principales a su repertorio habitual, versionándolos en sus distintas agrupaciones a nivel internacional.

### Banda sonora original
- Tiempo cumplido por Néstor Marconi
- Corrientes Arriba por Néstor Marconi
- Solo Paula por Néstor Marconi
- Tema de Gastón por Néstor Marconi

## Particularidades
- En 1984 se realizó un episodio piloto, con Daniel Guerrero interpretando a Dante Lombardi. Sin embargo, cuando la serie fue concretada, el actor estaba protagonizando la telenovela Tu mundo y el mío.[22]
- El personaje de Eduardo –preparador físico del equipo de fútbol– fue interpretado por Enrique Polola, quien verdaderamente se desempeñaba en esa función.[23]
- La producción finalizó 13 capítulos antes de lo anunciado.[2]

Si la vida no es fácil para nadie, menos lo ha sido para Tiempo cumplido, que ha debido sufrir esas plagas de programación inestable, con cambios de día y hora, inicios tardíos y hasta una interrupción de tres semanas para, triste ironía, dejarle paso al fútbol. [...] Tiempo cumplido se deja ver, no carece de momentos entretenidos y sin las postergaciones antes apuntadas, seguramente hubiera merecido mejor suerte y una mayor repercusión en la platea.
De cualquier forma, justo es reconocerle una inquietud superior a lo que es habitual [...]

Aníbal M. Vinelli en el diario Clarín.